# Atriplex tularensis
Atriplex tularensis là loài thực vật có hoa thuộc họ Dền. Loài này được J.M.Coult. mô tả khoa học đầu tiên năm 1893.